# Wonderbook
Wonderbook is een serie videogames voor de PlayStation 3 die gebruikmaakt van een aangevulde realiteit-boek, het titulaire Wonderbook. Door middel van de software en verscheidene randapparaten komt het boek tot leven op het televisiescherm.

## Ontwikkeling
Het Wonderbook, dat gebruikmaakt van toegevoegde realiteit, werd aangekondigd op de E3-perconferentie van Sony Interactive Entertainment in 2012. Om de bijbehorende games te kunnen spelen zijn, behalve het boek zelf, een PlayStation 3, PlayStation Move-controllers en een PlayStation Eye-camera nodig. De slogan was: Eén boek, duizend verhalen. In november 2012 werd de eerste Wonderbook-software uitgebracht: Book of Spells.

## Spellen
Er zijn in totaal vier compatibele spellen voor het Wonderbook uitgebracht:
Book of SpellsHet eerste uitgebrachte Wonderbook. Deze werd mede-ontwikkeld door J.K. Rowling en speelt zich dan ook af op Zweinstein, bekend van de Harry Potter-reeks. In dit spel moeten spelers met de PlayStation Move-controllers, die dienen als toverstaven, verschillende spreuken uitvoeren en opdrachten voltooien. De spelers zijn als het ware studenten op Zweinstein, en worden dan ook ingedeeld in een van de vier afdelingen.
Diggs NightcrawlerDeze software kwam uit in mei 2013. Het is de bedoeling dat de speler detective Diggs helpt met het oplossen van de waarheid achter de moord op Humpty Dumpty. Dit wordt gedaan door het boek op verscheidene manieren te gebruiken. Zo moet het gedraaid, gekanteld en geschud worden om verder te gaan met het verhaal.
Walking with DinosaursSamen met de game hieronder, kwam deze software uit in november 2013. Dit Wonderbook is gebaseerd op de gelijknamige televisieserie. Bij dit spel kunnen spelers dinosauriërs observeren en fossielen opgraven. Ook is het mogelijk om met de verschillende accessoires de dino's activiteiten te laten ondernemen, en te laten vechten. Er is ook een groot educatief aspect aanwezig, waarbij spelers dinogerelateerde vragen moeten beantwoorden in een quizsegment.
Book of PotionsDit Wonderbook is het vervolg op Book of Spells. Bij deze software ligt de focus op het maken van toverdrankjes. Spelers kunnen bijvoorbeeld ingrediënten hakken met de Move-controller, op basis van de recepten in het bijgeleverde AR-boek.

## Ontvangst
De vier Wonderbookgames werden wisselend ontvangen. Book of Spells, Diggs Nightcrawler en Walking with Dinosaurs hebben respectievelijk een score van 72, 76 en 68 op reviewverzamelsite Metacritic. Book of Potions heeft geen Metacriticscore omdat er niet genoeg recensies van die software zijn uitgebracht.
XGN gaf Book of Spells een 7. Volgens de reviewer Wouter is de software perfect voor kinderen. "Zij hebben immers veel fantasie en veel meer dan een simpele spreuk en een voorwerp om die spreuk op te oefenen is er niet nodig. Een kind zal zich zo uren vermaken." Wel werd er kritiek gegeven op de diepgang van de verschillende opdrachten. "Je spreekt de spreuk uit, oefent de stokbeweging die daarbij hoort en vervolgens is het tijd om de spreuk te gebruiken. En dat is het. De verteller verzoekt je vriendelijk om de bladzijde om te slaan om met de volgende spreuk aan de gang te gaan."
Website PSX-Sense beoordeelde de software Diggs Nightcrawler met een 7. Lennard Verhage vond de game origineel en gevarieerd, maar wel te kort. "In welgeteld twee uur spelen hadden we het einde bereikt en dan is het ook gelijk afgelopen. Ja, je kunt opnieuw beginnen om de 88 foto’s te maken, maar dat is puur een aanvulling op de verder identieke gameplay aan je eerste playthrough." Ook werkte het toegevoegde realiteit-element soms niet goed, volgens Verhage. "[Er was] een moment in de game waarbij we duidelijk de instructies volgden, maar waar de game dat op één of andere manier niet detecteerde. Het gevolg was dat we als een idioot met het boek voor de camera zaten te zwaaien in de hoop dat het opgepikt werd. Uiteindelijk hielp dit en konden we verder en enige tijd later liepen we tegen hetzelfde ‘probleem’ aan."
Ronald Meeus van het Belgische dagblad De Morgen schreef over Walking with Dinosaurs: "[Het spel] zit vol van de activiteiten, maar vooral de inhoud - twintig dinosauriërs in actie, levend in hun natuurlijke habitat van miljoenen jaren geleden - zal u even gebiologeerd naar het scherm doen staren als uw kinderen." Als minpunt gaf Meeus dat de vele randapparaten die voor de software benodigd zijn, een heel 'gehannis' is om op te zetten. "De PlayStation-camera moet op precies de juiste plaats worden neergepoot, het boek moet binnen een bepaalde zone van de huiskamervloer vlak voor de tv liggen, enzovoort."
De laatste software, Book of Potions, kreeg van Outcyders.net drie-en-een-halve ster. Pluspunten waren dat het 'magische gevoel' van de Wonderbookserie ook in dit deel weer aanwezig was en dat de verkoopprijs lager was dan andere games in de franchise. Minpunten waren de 'lastige' minispellen en de korte levensduur van het spel.